# Йоганн Ліхтенштейнський
Йоганн Ліхтенштейнський (нім. Johann von und zu Liechtenstein), ім'я при народженні Йоганнес Франц Альфред Марія Каспар Мельхіор Балтазар (нім. Johannes Franz Alfred Maria Caspar Melchior Balthasar, 6 січня 1873 —  3 вересня 1959) — принц Ліхтенштейнський, син принца Альфреда та принцеси Генрієтти. Морський офіцер та дипломат Австро-Угорської імперії.

## Біографія
Йоганнес народився 6 січня 1873 року у Відні. Він був шостою дитиною та третім сином в родині принца Ліхенштейнського Альфреда та його дружини Генрієтти. Мав старших сестер Франциску та Марію Терезію й братів Франца де Паулу та Алоїза, ще одна сестра, Юлія, померла до його народження. Згодом у нього з'явилися чотири молодші брати.
У віці 33 років взяв за дружину 19-річну графиню Марію Габріелу Андраши де Чіксенткірай і Краснагорка. Весілля відбулося 6 вересня 1906 року у Бухаресті. Мав із нею чотирьох синів.  
Зробив кар'єру на флоті. Був морським аташе у Римі у 1912—1915 роках. Відкликаний із вступом Італії у війну. У післявоєнні роки не вів публічного життя. 
Помер 3 вересня 1959 у замку Голленег. Дружина пережила його на два роки.

## Нагороди
- Орден Золотого руна № 1220 (1921).

## Родина
Дружина —  Марія Габріела Андраши де Чіксенткірай і Краснагорка
Діти:
- Альфред Геза (1907—1991) — був одружений з принцесою Людмілою з Лобковіц, мав трьох синів та доньку;
- Емануель (1908—1987) — одруженим не був, дітей не мав;
- Йоганн (1910—1975) — був одруженим з графинею Кароліною Ледебур-Віхельнською, мав двох синів та двох доньок;
- Костянтин (1911—2001) — був двічі одружений, мав єдину доньку.